# FRAC des Pays de la Loire
Der FRAC des Pays de la Loire ist eine öffentliche Sammlung zeitgenössischer Kunst der Region Pays de la Loire in Frankreich und Teil des nationalen FRAC-Netzwerks. Es befindet sich in Carquefou.

## Geschichte
Das Ziel des FRAC ist es, eine internationale Sammlung aufzubauen und Ausstellungen in der Region zu organisieren. Seit 1984 betreibt es auch ein Residenzprogramm.
Die Sammlung wurde 1982 gegründet und ließ sich zunächst in die Abtei Fontevraud nieder. 1988 zog sie in die Villa La Garenne-Lemot in Clisson um. Seit 2000 hat sie ihren Sitz in Carquefou in einem Gebäude, das von Jean-Claude Pondevie entworfen wurde und speziell für die Aufbewahrung und Ausstellung konzipiert wurde.
Von 1983 bis 1986 stand es unter der Leitung von Jean de Loisy, von 1986 bis 1988 von Guy Trotosa, von 1988 bis 2004 von Jean-François Taddei, von 2004 bis 2021 von Laurence Gateau und seit 2022 von Claire Staebler.

## Sammlung
Die Sammlung umfasst über 1700 Kunstwerke. Die Erwerbspolitik besteht darin, Werke von aufstrebenden Künstlern sowie historische Kunstwerke zu erwerben. Sie umfasst Malerei, Fotografie, Skulptur, Installation, Klang und Performance von Künstlern wie Alighiero Boetti, Christian Boltanski, Monica Bonvicini, Tea Djordjadze, Anne-Lise Coste, Lili Dujourie, Jimmie Durham, Raymond Hains, Ana Jotta, Orlan, Gina Pane, Richard Prince, Martha Rosler, Jean-Michel Sanejouand, Peter Saul, Beat Streuli, Rosemarie Trockel, Valie Export, James Welling, und vielen anderen.

## Ausstellungen (Auswahl)
- 2009: Monica Bonvicini[10]
- 2012: Jean-Michel Sanejouand. Rétrospectivement...
- 2014: Bruno Peinado. L’écho / Ce qui sépare
- 2014: Gerard Byrne. A late evening in the future
- 2016: Do it, kuratiert von Hans Ulrich Obrist, unter anderem mit Etel Adnan, Robert Barry, Louise Bourgeois, Joan Jonas, Stephen Kaltenbach, Alison Knowles, Sol LeWitt, Cildo Meireles, Yoko Ono, und Hassan Sharif[11]
- 2016: Amar Kanwar[12]
- 2018: Armen Eloyan[13]
- 2019: Josephine Meckseper[14]
- 2020: X, kuratiert von Claude Closky, unter anderem mit  Hanne Darboven, Mirtha Dermisache, Raymond Hains, Pierre Huyghe, Ana Jotta, Valérie Jouve, On Kawara, Annette Kelm, Suzanne Lafont, Allan McCollum, Annette Messager, Aleksandra Mir, Rafaël Rozendaal, Mladen Stilinović, Niele Toroni, Endre Tót, und Elsa Werth[15][16]

## Bücher (Auswahl)
Im Rahmen seiner Mission, zeitgenössische Kunst zu unterstützen, veröffentlicht der FRAC des Pays de la Loire Ausstellungskataloge und Künstlerbücher Künstlerbuch.
- 2009: Martin Boyce, ISBN 978-3-905770-74-2
- 2009: Monica Bonvicini: This Hammer Means Business, ISBN 978-3-86560-718-8[17]
- 2012: Anne Tronche, Jean-Michel Sanejouand. Rétrospectivement..., ISBN 978-2-08-128270-4
- 2016: Bruno Peinado. L’écho / Ce qui sépare, ISBN 978-2-906247-78-9
- 2017: Delphine Coindet. Un choix de sculpture, ISBN 978-2-906247-92-5[18]
- 2021: X, ISBN 979-10-97400-05-7[19]